# Schwarznackenpirol
Der Schwarznackenpirol (Oriolus chinensis) ist eine Vogelart aus der Familie der Pirole. Er ist hauptsächlich in Ostasien verbreitet und lebt bevorzugt in Mischwäldern und Parkanlagen.

## Merkmale
Der Vogel kann 23 bis 26 Zentimeter groß werden. Er ist leicht an seinem auffallend strahlenden und farbenprächtigen Gefieder zu erkennen. Beim Weibchen ist das Gefieder eher gelblich-grün und grauweiß, bei den Männchen ist die Farbgebung goldgelb und schwarz. Der Schwarznackenpirol hat einen roten, kegelförmigen Schnabel. Er ist ein Einzelgänger und nicht sehr gesellig. Die Vögel sind recht scheu und kommen nur selten aus ihren Verstecken in Baumkronen. Der Schwarznackenpirol kann bis zu 15 Jahre alt werden.

## Verbreitungsgebiet und Lebensraum
Der Schwarznackenpirol lebt in Asien, hauptsächlich verbreitet ist er in den Gebieten China, Korea, Java und auf den Philippinen. Da der Pirol ein Zugvogel ist, überwintert er zumeist in Südchina, im südlichen Indochina, in Myanmar und auf der Malaiischen Halbinsel. Auch in Europa können die Vögel im Sommer gesichtet werden. Bevorzugt lebt der Vogel in Gebieten mit Temperaturen zwischen 22 und 30 Grad Celsius. Meist hält er sich auf Bäumen in Parks sowie in siedlungsnahen Wäldern auf, um nicht entdeckt zu werden. Trotz seiner grellen Farben ist der Pirol zwischen den Blättern der hohen Bäume gut getarnt, doch der Lebensraum des Schwarznackenpirols wird aufgrund der unaufhörlichen Rodung der Wälder gefährdet. Wilderer stellen ein weiteres Problem für den Bestand der Tiere dar.

## Nahrung

Schwarznackenpirol in Malaysia

Der Schwarznackenpirol bevorzugt zum einen Insekten wie z. B. Maikäfer, Nachtfalter, Heuschrecken, Raupen, Schmetterlinge, Käfer, Zikaden, aber auch Früchte wie Waldbeeren, Süßkirschen und Johannisbeeren. Der Pirol hat zudem eine Vorliebe für Walderde. Um die Früchte von ihrem Kern zu trennen, nutzt der Schwarznackenpirol seinen kegelförmigen Schnabel, mit welchem er das Fruchtfleisch leicht vom Kern lösen kann. Die Jungvögel erlernen diese Technik, indem sie die Vorgehensweise der Eltern nachahmen.

## Brut
Jedes Jahr läutet der männliche Schwarznackenpirol die Paarungszeit mit dem flötenden Paarungsruf „Bühlo“ ein. Durch diesen Ruf werden die Weibchen angelockt. Nach der Paarung bauen die Paare vorzugsweise in den geschützten Mischwäldern Chinas, Koreas und in der Mandschurei ein kunstvolles Napfnest, welches aus Wurzelteilen und Rinde gebaut wird. Das Napfnest liegt stets zwischen zwei Astgabeln. Das Weibchen legt in den Monaten Mai bis Juli zwei bis fünf Eier, die auf blassrotem Grund rotbraun gesprenkelt sind. Im Sommer brüten die Tiere auch in Europa. Während das Weibchen brütet, vertreibt das Männchen mit schnarrenden und krächzenden Rufen Nesträuber. Nach 14 bis 15 Tagen schlüpfen die Nestlinge und werden von beiden Altvögeln gefüttert. Noch im Jahr der Geburt verlassen die Jungvögel das Nest der Freibrüter.

## Systematik
Der Schwarznackenpirol ist paraphyletisch in Bezug auf den Pirol (Oriolus oriolus) und den Indienpirol (Oriolus kundoo).

### Unterarten
Aktuell sind 20 Unterarten bekannt:
- O. c. andamanensis Beavan, 1867 – Andamanen
- O. c. boneratensis Meyer, A. & Wiglesworth, 1896 – Inseln der Floressee
- O. c. broderipi Bonaparte, 1850 – Kleine Sundainseln
- O. c. celebensis (Walden, 1872) – Sulawesi und Nachbarinseln
- O. c. chinensis Linnaeus, 1766 – Palawan, Luzon, Mindoro und kleinere Nachbarinseln (West- und Nord-Philippinen)
- O. c. diffusus Sharpe, 1877 – Ostasien
- O. c. formosus Cabanis, 1872 – Siau, Tahulandang, Ruang, Biaro und Mayu (vor Nordost-Sulawesi)
- O. c. frontalis Wallace, 1863 – Banggai und Sula-Inseln (Ost-Sulawesi)
- O. c. insularis Vorderman, 1893 – Sapudi-Inseln, Raas und Kangeaninseln (Nordost-Java)
- O. c. lamprochryseus Oberholser, 1917 – Masalembu-Inseln in der Javasee
- O. c. macrourus Blyth, 1846 – Nikobaren
- O. c. maculatus Vieillot, 1817 – Malaiische Halbinsel, Sumatra, Java, Bali und Borneo
- O. c. melanisticus Meyer, A. & Wiglesworth, 1894 – Talaudinseln (südliche Philippinen)
- O. c. mundus Richmond, 1903 – Simeuluë und Nias (vor West-Sumatra)
- O. c. richmondi Oberholser, 1912 – Siberut und Pagai-Inseln (vor West-Sumatra)
- O. c. sangirensis Meyer, A. & Wiglesworth, 1898 – Sangihe-Inseln und Tabukan (vor Nordost-Sulawesi)
- O. c. sipora Chasen & Kloss, 1926 – Sipora (vor West-Sumatra)
- O. c. stresemanni Neumann, 1939 – Peleng (vor Ost-Sulawesi)
- O. c. suluensis Sharpe, 1877 – Sulu-Archipel (südwestliche Philippinen)
- O. c. yamamurae Nagamichi Kuroda, 1927 – Visayas, Mindanao und Basilan (zentrale und südliche Philippinen)

## Gefährdung
Der Schwarznackenpirol wird trotz seines abnehmenden Bestandes in der Roten Liste der IUCN als nicht gefährdet (Least Concern) eingestuft.

### Internetquellen
- www.zoo-scalar.de/infoeti/VO0123.htm, (17. Oktober 2009)
- Pirole (Oriolidae) auf https://www.world-of-animals.de, abgerufen am 4. Juli 2021.